# Vereniging Verslaggevers Koninklijk Huis
De Vereniging Verslaggevers Koninklijk Huis (VVKH) is een in 2002 door journalisten opgerichte vereniging van journalisten met als aandachtsgebieden het Koninklijk Huis en de monarchie.
De vereniging stelt zich ten doel de kennis over het vak te vergroten en wil in structureel overleg met de Rijksvoorlichtingsdienst praten over verbetering van faciliteiten en gezamenlijk gebruikmaken van fotomateriaal. In de praktijk komt het erop neer dat de journalisten zich sterk maken voor grotere persvakken tijdens officiële ontvangsten en staatsbezoeken. Voor de leden van het Koninklijk Huis biedt het de mogelijkheid om informeel met journalisten van gedachten te wisselen en een betere band met de pers op te bouwen.
In samenwerking met de Rijksvoorlichtingsdienst worden er 'persmomenten' georganiseerd, waarbij de audiovisuele media in de gelegenheid worden gesteld beeldmateriaal te maken van diverse leden van het Koninklijk Huis. Tijdens zo'n ontmoeting met de pers op 18 juni 2003 kondigden prins Willem-Alexander en prinses Máxima aan dat de prinses in verwachting was van, zoals later zou blijken, prinses Amalia.